# Miriam van der Have
Miriam van der Have is een intersekseactivist, documentairemaker en directeur-bestuurder van Stichting NNID, Expertisecentrum seksediversiteit.
Ze is medeoprichter en was covoorzitter van Organisation Intersex International Europe (OII Europe), een Europese koepelorganisatie die opkomt voor de mensenrechten van intersekse personen en van 2016 tot 2019 lid van de raad van bestuur van ILGA (International Lesbian, Gay, Bisexual, Trans and Intersex Association), waar zij het Intersex Secretariat voerde. Ze is directeur-bestuurder van Stichting NNID, Nederlandse organisatie voor seksediversiteit (Stichting NNID), opgericht 8 juli 2013.
Geïnspireerd door de deelname van een transgender vrouw aan de tv-show Big Brother vertelde ze in 2003 op televisie over haar intersekseconditie. Ze heeft het Androgeenongevoeligheidssyndroom (AOS), waar ze pas op haar negentiende achter kwam. Haar documentaire Vrouwen met AOS ging in première op 15 juni 2016. In het verleden heeft Van der Have gewerkt als uitgever en journalist.
Van der Have zet zich in voor het standpunt dat intersekse geen medische afwijking, aandoening of ziekte is, maar een biologische variant, en intersekse is, net zoals lhbt, een mensenrechtenthema. Ze verzet zich tegen de gedwongen 'normaliserende' genitale operaties, hormoonbehandelingen en psychiatrische behandelingen die intersekse kinderen en volwassenen moeten ondergaan, en heeft onder andere bij de Verenigde Naties bepleit dat dit een schending is van hun lichamelijke en geestelijke integriteit. Ook de Verenigde Naties, de Raad van Europa en de Europese Commissie benaderen intersekse vanuit een mensenrechtenperspectief.
Op 22 januari 2017 ontving Van der Have een van de Bob Angelo Penningen van de COC Nederland "voor haar voorbeeldige inzet voor de emancipatie van intersekse personen in Nederland en de wereld". Haar inzet droeg ertoe bij dat intersekse op de (inter)nationale politieke agenda kwam.
Op 26 april 2024 werd Van der Have geridderd in de Orde van Oranje-Nassau vanwege haar inzet voor de mensenrechten van intersekse personen.

## Persoonlijk
Van der Have is getrouwd en duomoeder van twee kinderen.